# Isoetes appalachiana
Isoetes appalachiana là một loài dương xỉ trong họ Isoetaceae. Loài này được D.F. Brunt. & D.M. Britton mô tả khoa học đầu tiên.